# Bromont (Quebec)
Bromont é uma cidade localizada na província de Quebec no Canadá.